# Брандвейнер, Генрих
Генрих Брандвейнер (нем. Heinrich Brandweiner; 20 марта 1910, Вена, Австро-Венгрия — 22 апреля 1997, Нижняя Австрия) — австрийский учёный-юрист, педагог, профессор международного права университета в Граце. Общественный деятель, борец за мир, председатель Совета мира Австрии. Действительный член Академии наук ГДР.
Лауреат Международной Ленинской премии «За укрепление мира между народами» (1957).

## Биография
В 1934 году вступил в ультраправую австрофашистскую партию Отечественный фронт Австрии. С 1938 года — член НСДАП.
После окончания Второй мировой войны присоединился к движению за мир. Стал первым председателем Австрийского совета мира и членом Всемирного Совета Мира.
Специалист по церковному и международному праву. С 1948 года работал доцентом в университете в Граце.
Во время корейской войны 1950—1953 г. по решению Международной ассоциации юристов-демократов возглавил комиссию, направленную весной 1952 года в Китай и Корею для изучения фактов ведения США бактериологической войны против КНДР. После завершения поездки публично заявил, что Соединённые Штаты ведут войну с применением биологического оружия. Был обвинён в просоветских взглядах и уволен из университета. Во время холодной войны привлекался с дисциплинарной и уголовной ответственности.
Позже работал приглашённым профессором в Университете Гумбольдта в Берлине (ГДР), в Академии политических наук и права в Потсдаме-Бабельсберге и в Лепцигском университете Карла Маркса.
Вышел на пенсию в начале 1967 года.

## Награды
- Международная Ленинская премия «За укрепление мира между народами» (1957)

## Избранные публикации
- Американское толкование международного права — выражение международного беззакония, 1954
- Die Anschlußgefahr, Wien, Österreichischer Friedensrat, 1954
- Der Österreichische Staatsvertrag, Leipzig, Urania-Verl., 1955
- Die Pariser Verträge, Berlin, Akademie-Verl., 1956
- Der sowjetische Vorschlag eines Friedensvertrages mit Deutschland, Berlin, Akademie-Verl., 1959